# Кольчезас
Кольчеза́с (рос. Кольчезас) — селище у складі Мисківського міського округу Кемеровської області, Росія.

## Населення
Населення — 7 осіб (2010; 6 у 2002).
Національний склад (станом на 2002 рік):
- росіяни — 66 %